# Kiwanja cha Ndege (Morogoro)
Kiwanja cha Ndege è una circoscrizione urbana (urban ward) della Tanzania situata nel distretto urbano di Morogoro, regione di Morogoro. Conta una popolazione di 12 203 abitanti (censimento 2012).